# Enoch Bolles
Enoch Bolles, né le 3 mars 1883 à Boardman Comté de Marion (Floride) et mort le 16 mars 1976 à New Jersey, est un illustrateur américain connu pour ses pin-ups et des publicités de Zippo.

## Œuvres
- Zippo publicité
- Breezy Stories (couvertures)
- American Humor (couvertures)
- Film Fun (couvertures)
- Stolen Sweets (couvertures)
- Snappy Stories (couvertures)
- Bedtime Stories (couvertures)
- Tattle Tales (couvertures)